# Лазаревский, Владимир Александрович
Владимир Александрович Лазаревский (1897—1953) — русский журналист, переводчик, основатель и редактор газеты «Русская мысль»; монархист.

## Биография
Родился 19 (31) мая 1897 года в Валках Харьковской губернии, в дворянской семье. Его отец, Александр Петрович Лазаревский (1855—1916) был судьёй в Валках (с 1896), затем — товарищ председателя Киевского окружного суда (с 1912), действительный статский советник; мать, Валентина Варсонофьевна (ум. 1962), дочь майора Михайлова. Младший брат Евгений (1898—1923) — участник Белого движения, штабс-капитан.
С 1905 года учился в киевской Императорской Александровской гимназии. В 1912 году побывал в Москве, в составе депутации от учеников Киевского учебного округа, для участия в юбилейных торжествах по случаю 100-летия Отечественной войны 1812 года. В 1914 году окончил курс гимназии с золотой медалью и был зачислен на юридический факультет Киевского университета. В 1915 году в Киеве появилась первая публикация В. А. Лазаревского: «Русский народ в Карпатах. Галицкая Русь в ее борьбе за свою национальную самобытность».
Оставил университет в конце 1915 года и в январе 1916 года поступил в Алексеевское инженерное училище. Возобновил занятия в университете в апреле 1918 года. Одновременно, работал в киевском отделении подпольной антибольшевистской организации «Азбука». Сотрудничал в газетах «Голос Киева» (1918) и «Киевлянин» (август — декабрь 1919).
Во время Гражданской войны участвовал в Белом движении. В 1920 году эмигрировал в Чехословакию. Был членом правления РНСО, ОРЭСО и СРС. В октябре 1922 года стал одним из учредителей Союза русских писателей и журналистов в Чехословакии. Окончил Русский юридический факультет в Праге (1922—1926). С 1924 года заведовал отделом общественно-политической и академической жизни редакции журнала «Студенческие годы», в котором были напечатаны его воспоминания: Красные маски (Эпизод из путешествия по России в 1921 г.) // Студенческие годы. — Прага. — 1923. — № 1. — С. 23—28; В поисках Хорона (Из «Путешествия по России в 1921 г.») // Студенческие годы. — Прага. — 1923. — № 6–7. — С. 5—11; Начало гетманшафта // Студенческие годы. — Прага. — 1925. — № 3. — С. 8—12.
В 1926 году переехал во Францию. Начал сотрудничать в газете «Возрождение», где был выпускающим редактором. Хорошо владея французским языком, печатался во французской прессе и опубликовал ряд отдельных изданий. В 1928 году был награждён медалью Renaissance Française за переводы русских писателей на французский язык. Был членом Союза ревнителей памяти императора Николая II. В 1930 году вошёл в состав административного совета Объединения русских, окончивших высшие учебные заведения за рубежом (ОРОВУЗ). Был выпускающим редактором газеты «Возрождение».
Во время Второй мировой войны входил в Комитет по организации представительства русской национальной эмиграции. После окончания войны редактировал сборник «Свободный голос» (1946. — № 1—3); организовал Российский национальный союз.
В 1947 году основал газету «Русская мысль», вложив в первый номер почти весь свой капитал; был главным редактором газеты с 1947 по 1953 гг.
Был членом Пушкинского комитета по организации празднования 150-летия со дня рождения поэта, членом Общества охранения русских культурных ценностей; входил в Комитеты по подготовке «Дня русской культуры», празднованию 250-летия основания Санкт-Петербурга.
Умер 25 августа 1953 года в Ницце после короткой болезни. Похоронен на кладбище Кокад.

## Сочинения
- Россия и чехословацкое возрождение: очерк чешско-русских отношений 1914—1918 гг. — Париж, 1927.